# Arabia Terra

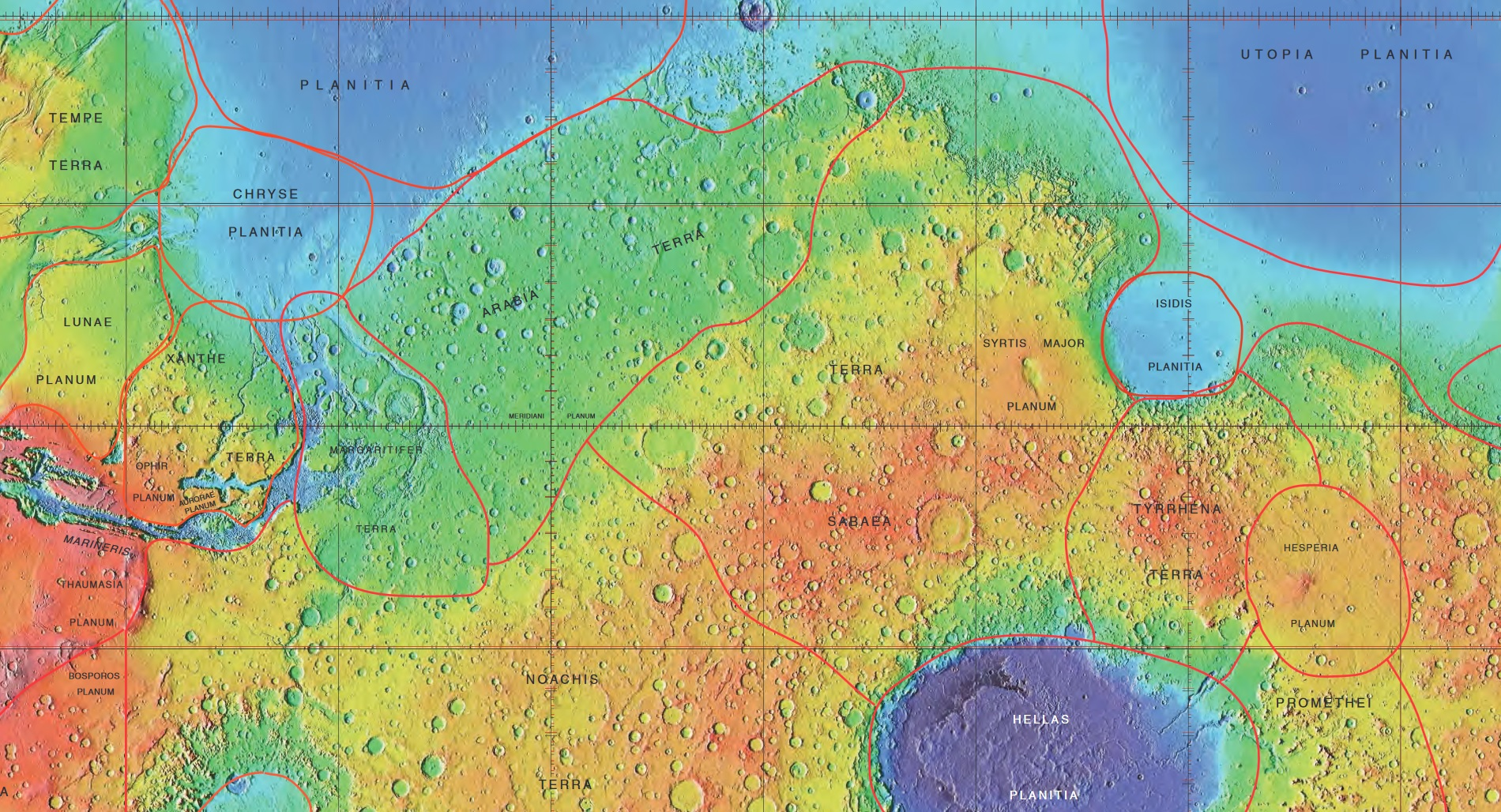
MOLA topográfiai térképen az Arabia Terra (a kép középső részén, zölddel jelölve) és más régiók

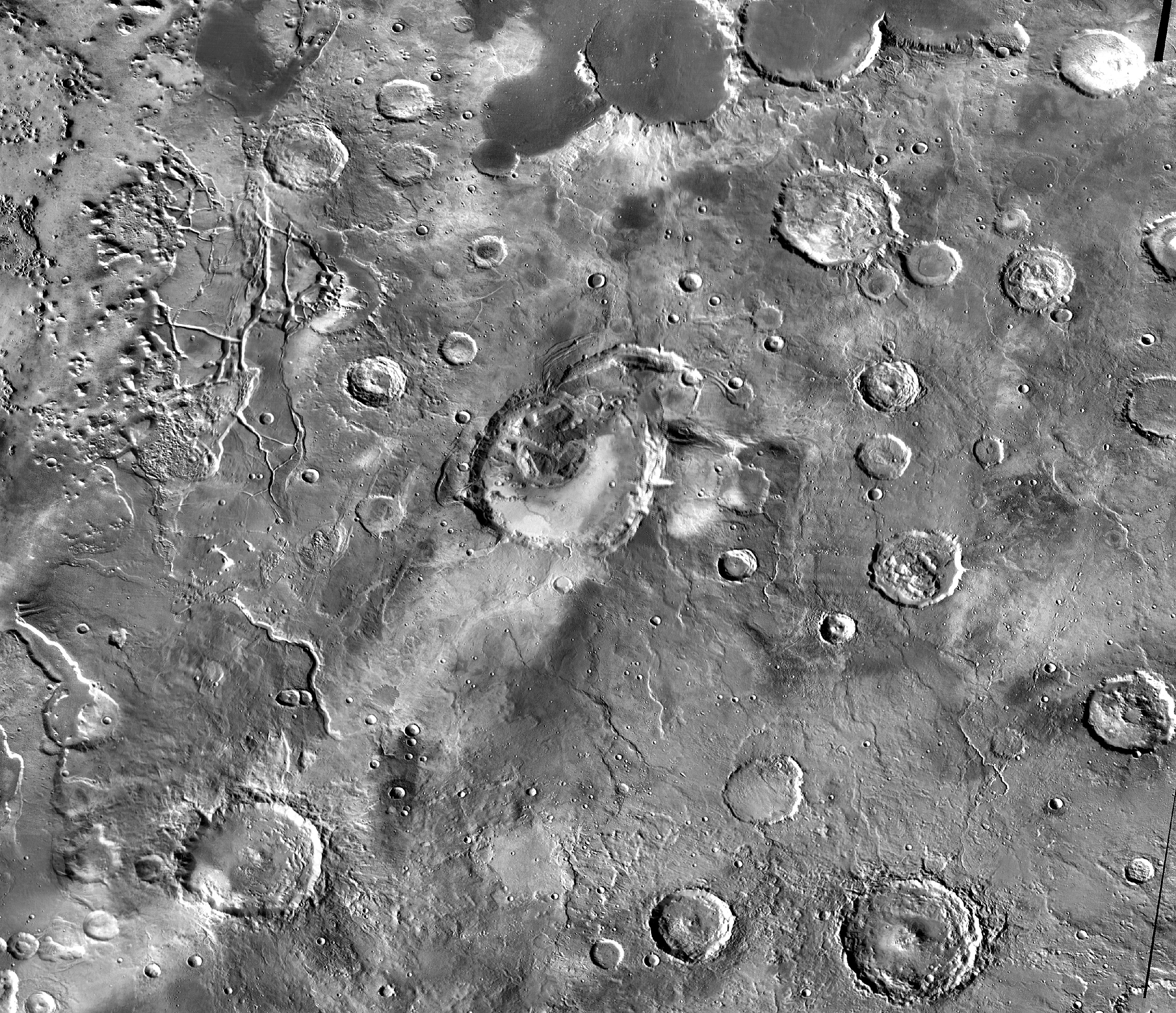
A THEMIS infravörös képe

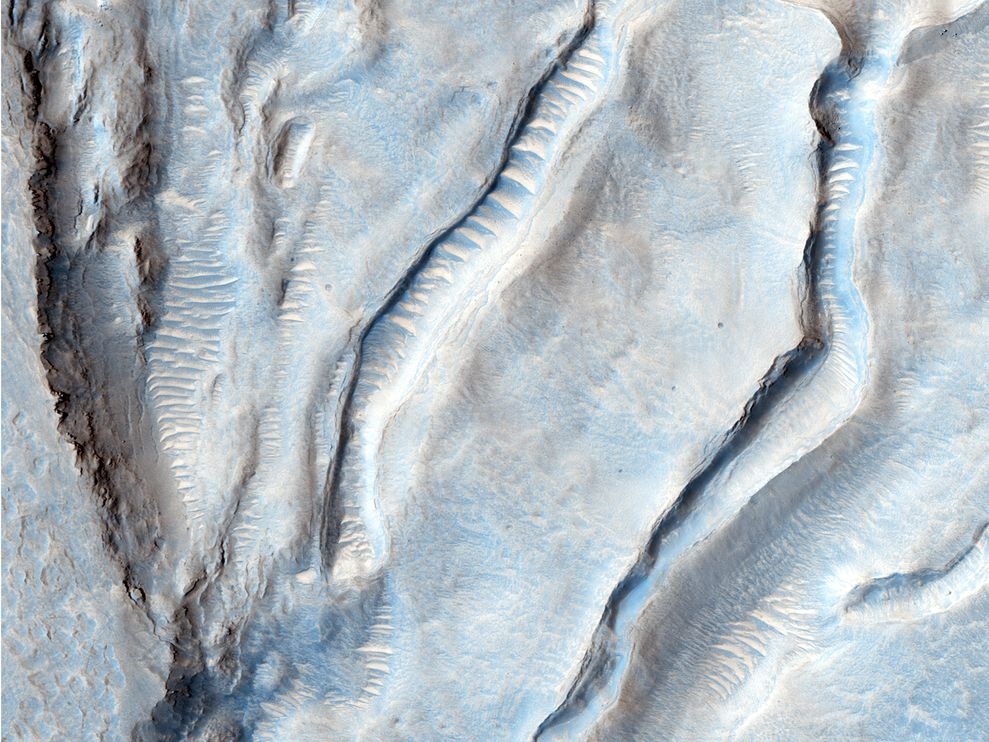
Jégréteg az Oxus Patera területén, ami egy kaldera az Arabia Terra területén. A cakkozott bemetszések a kaldera gerince mentén valószínű oka a jég összehúzódása és kiterjedése

Az Arabia Terra nagy kiterjedésű síkföld a Marson, ami az északi sarkvidéktől délre található. Felszíne erősen lekopott, rajta sok kráter található. Ezek a jellegzetességek a terület idős korára utalnak; az Arabia Terra tudományos nézetek szerint az egyik legrégebbi terület a bolygó felszínén. Legnagyobb kiterjedése 4500 km. Keleti és déli területe 4 km magasságba emelkedik az északnyugati területhez képest. A krátereken kívül kanyonok is találhatók benne, amik közül sok a Mars északi alacsony földjéhez csatlakozik.
Az Arabia Terra elnevezést Giovanni Schiaparelli olasz csillagász adta a területnek a fényessége alapján.

## Lehetséges vulkanizmus
Egy 2013-as tanulmány szerint az ezen a területen található Eden Patera, Euphrates Patera, Siloe Patera, és valószínűleg a Szemejkin kráter, Ismenia Patera, Oxus Patera és az Oxus Cavus, olyan kaldera, amit szupervulkán kitörése okozhatott. a késői Noachiantól a korai Hesperian időszakban. Ezek az alacsony vulkanikus kiemelkedések idősebbek lehetnek, mint a nagy    Heszperikus-kori pajzsvulkánok a Tharsis-régióban, vagy a vulkanikus Elysium tartományban. Az Eden Patera például szabálytalan, mérete 55×85 km, mélysége 1,8 km. Magas, bazaltrétegből álló síkság veszi körül.

## A kultúrában
A marsi című regényben (írója: Andy Weir) a főhős egy homokvihar közben elszenvedett baleset után az Acidalia Planitia síkságról el akar jutni a Schiaparelli kráterig.

## Rétegek
A Mars sok helyszínén rétegek alakulnak ki, amik oka lehet vulkanizmus, szél, vagy a víz mozgása. A rétegek formálásában részt vesz a felszínre emelkedő víz, ami ásványokat rak le. Ezek a rétegek általában kevésbé erodálódnak.

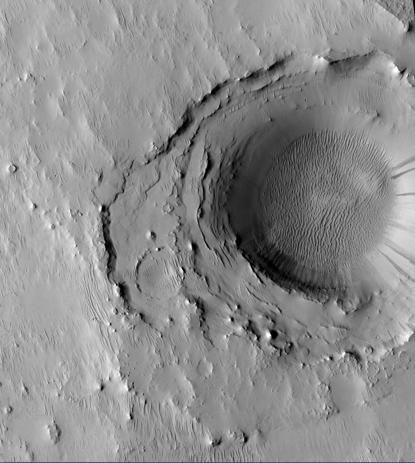
A Cassini-kráter (HiRISE felvétel). A rétegeket valószínűleg víz rakta le
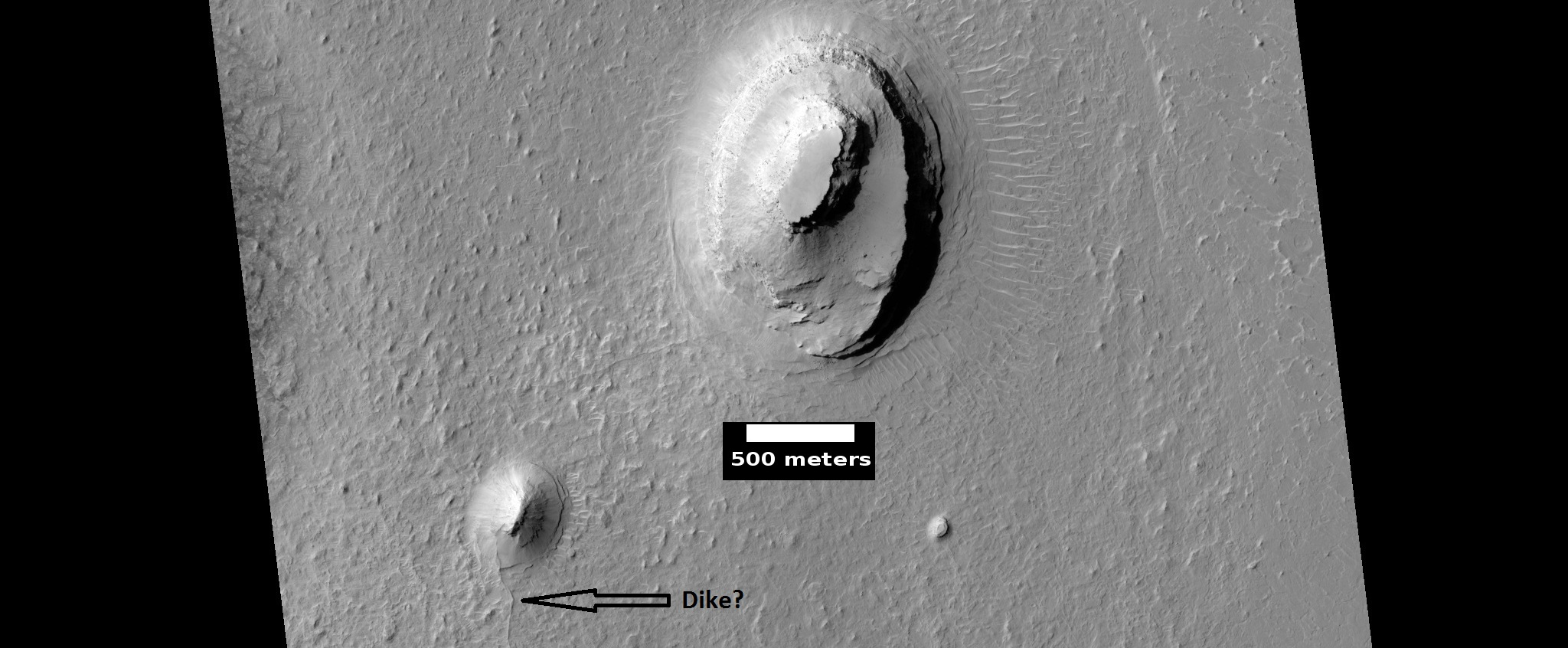
HiRISE felvétel
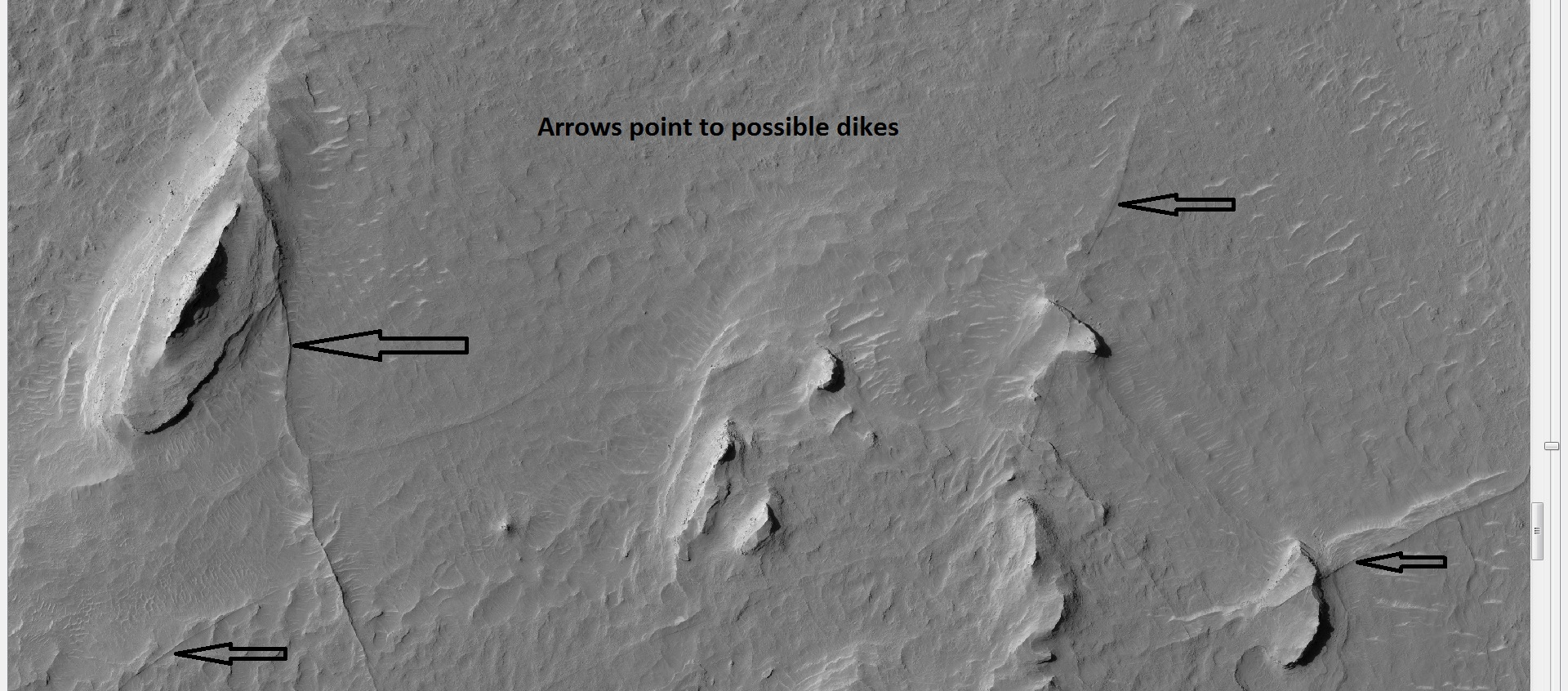
Árkok és rétegelt struktúrák a HiRISE felvételén
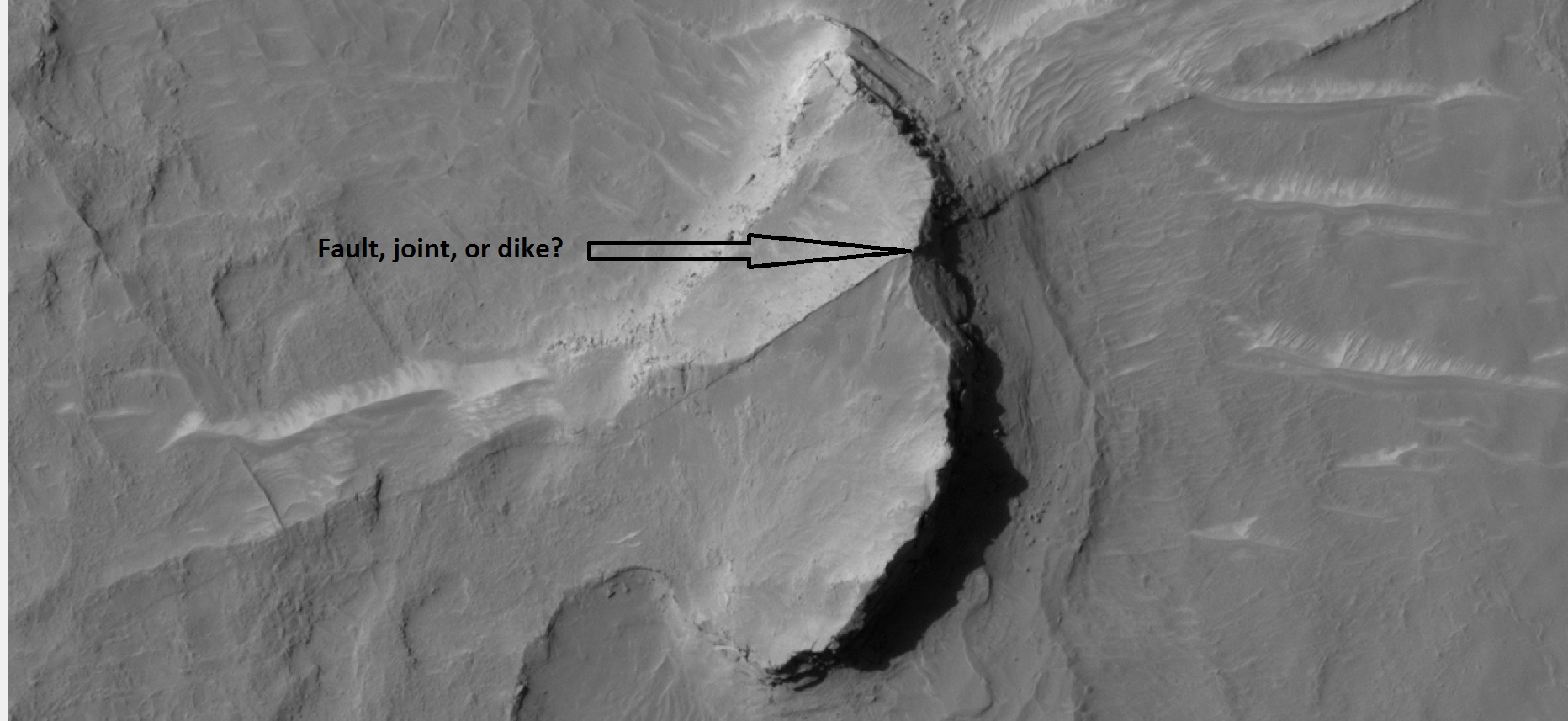
Lehetséges törésvonal a fenék mentén

## Csatornák
A Marson sok helyen láthatók különböző méretű csatornák. Sok ezek közül valamikor hordozhatott vizet. A Mars éghajlatának drasztikus megváltozása előtt a felszínen sok helyen folyhatott víz. A Mars tengelyferdesége az idők folyamán megváltozott, amit a két kicsiny hold nem tudott ellensúlyozni. Egyes időszakokban a keringési síkhoz viszonyított tengelyferdeség elérte a 80 fokot

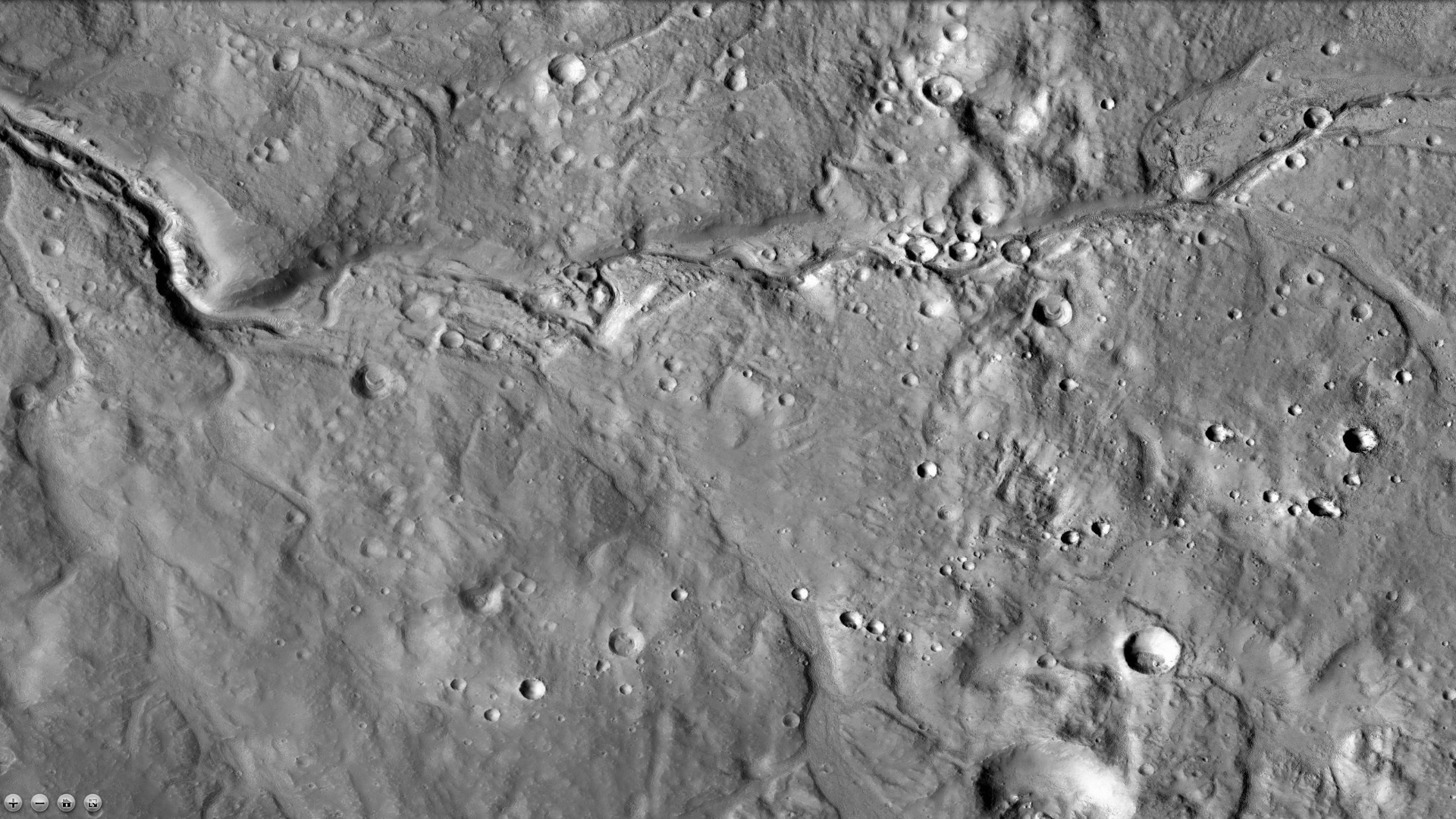
Csatornák az Arabia Terrán, a CTX felvételén
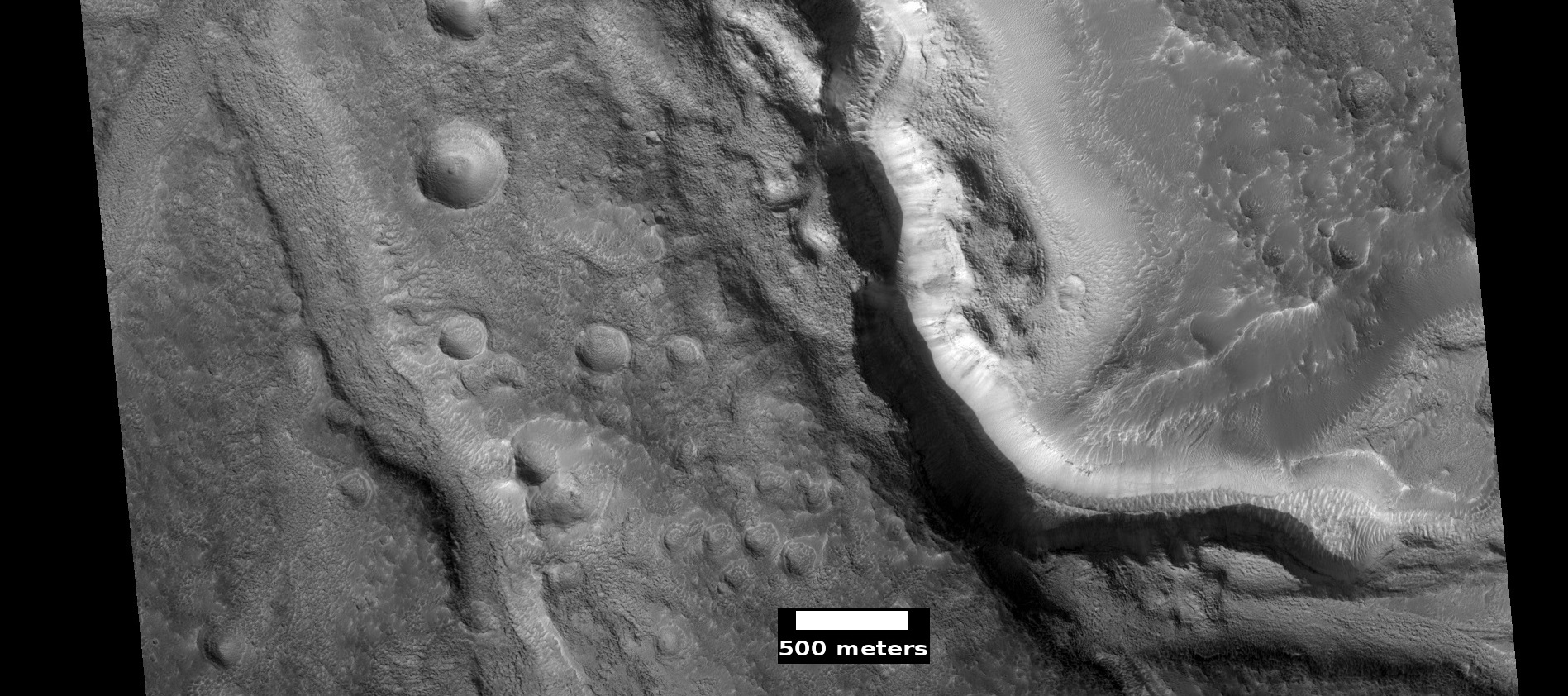
Csatorna az Arabia Terrán, a HiRISE felvételén
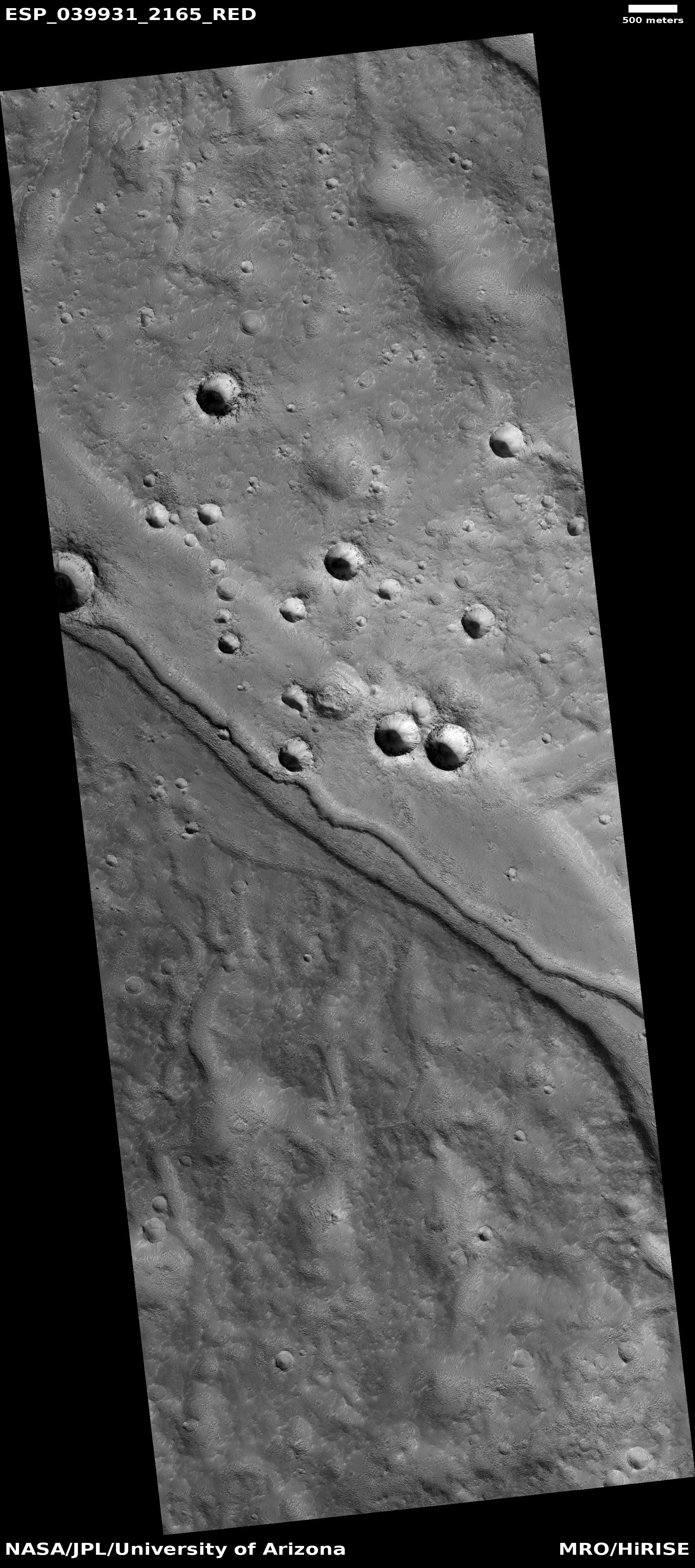
Csatorna egy nagyobb csatornán belül, a HiRISE felvételén
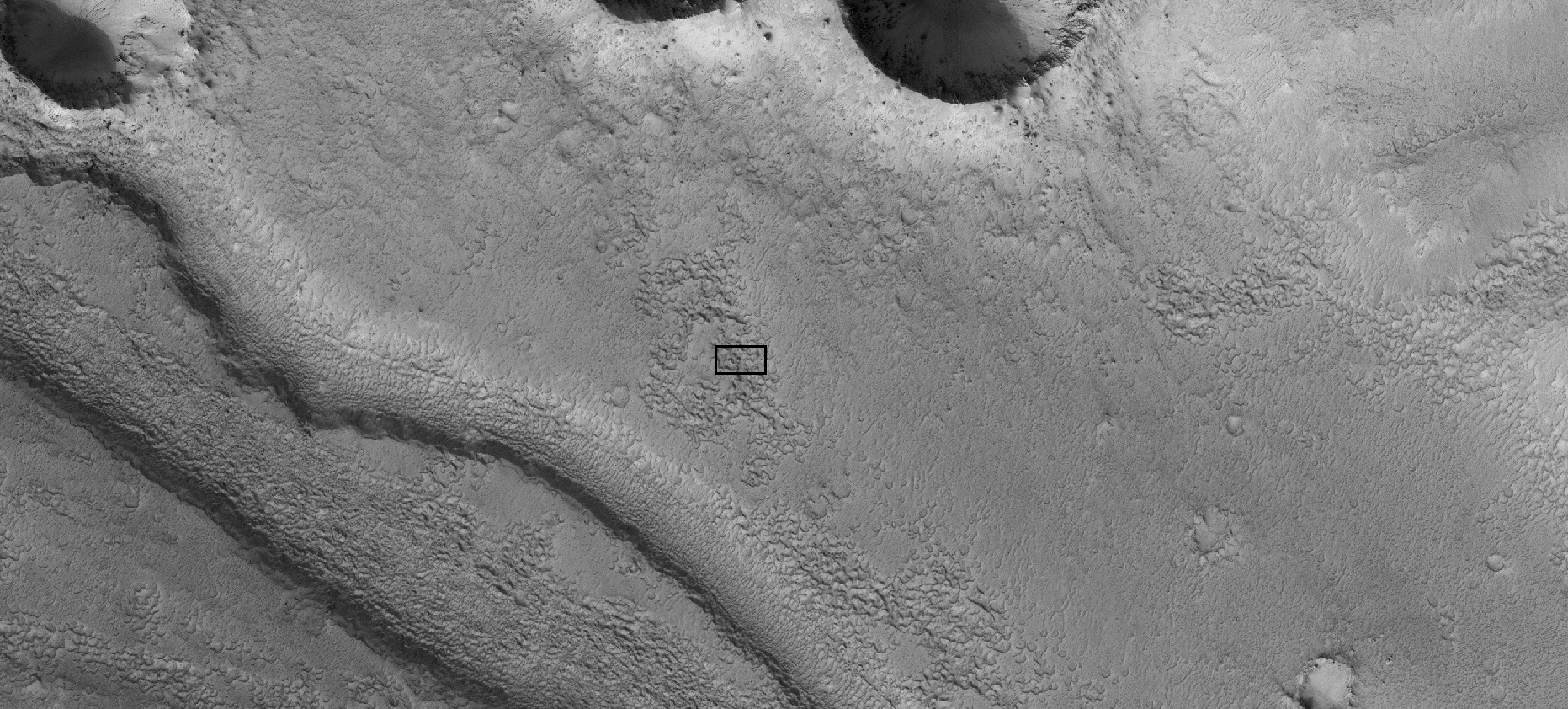
Közelkép egy csatornáról a HiRISE felvételén
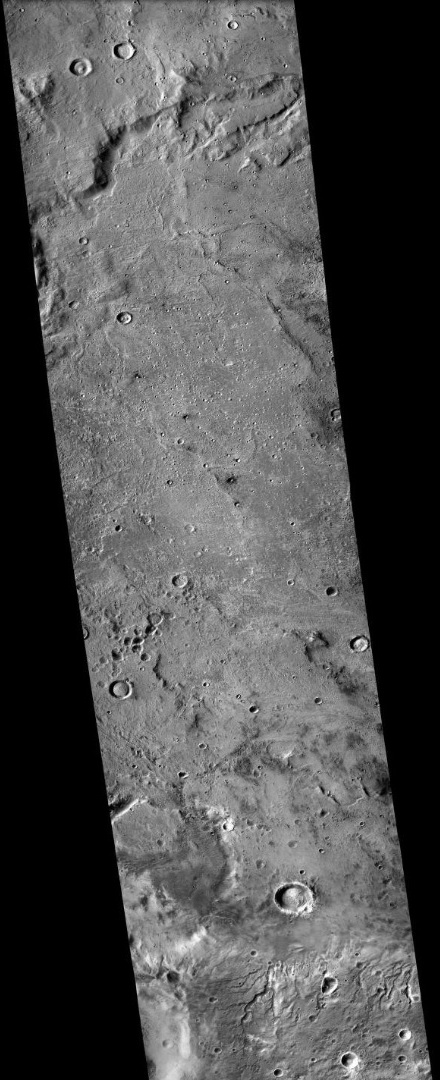
A Sklodowska-kráter a CTX felvételén
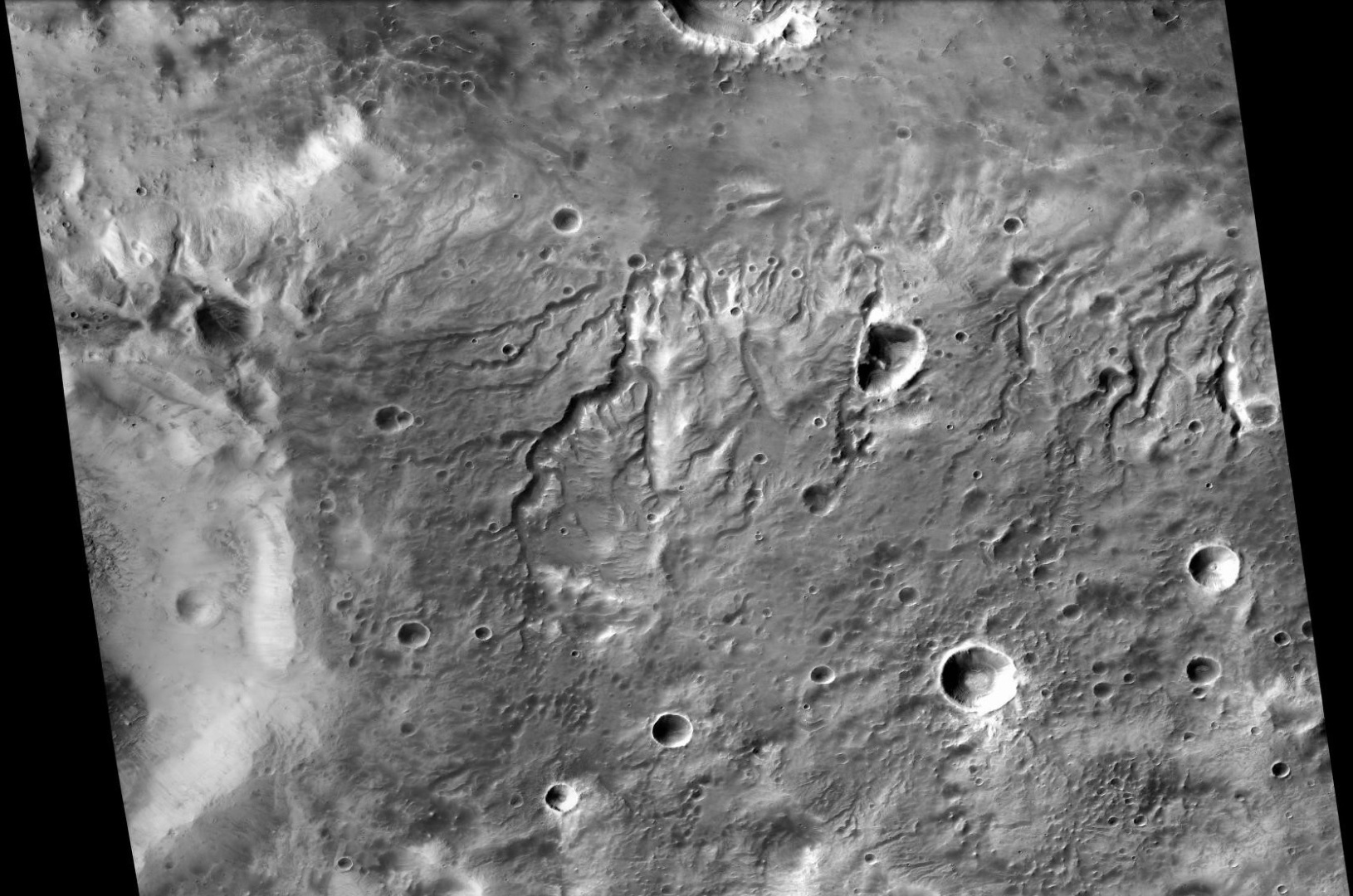
Csatornák a Sklodowska-kráterben, a CTX felvételén
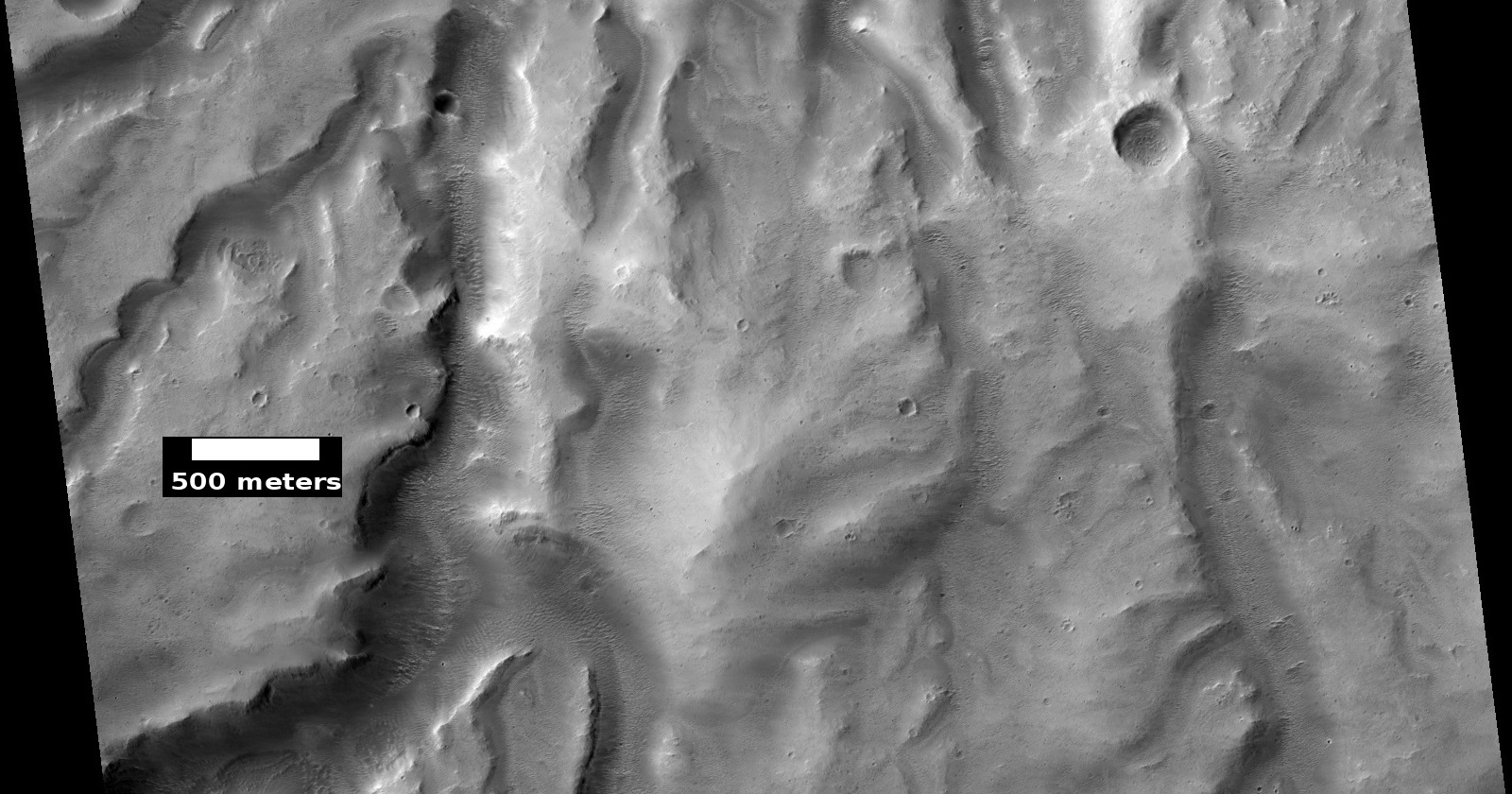
Csatornák a Sklodowska-kráterben, a HiRISE felvételén
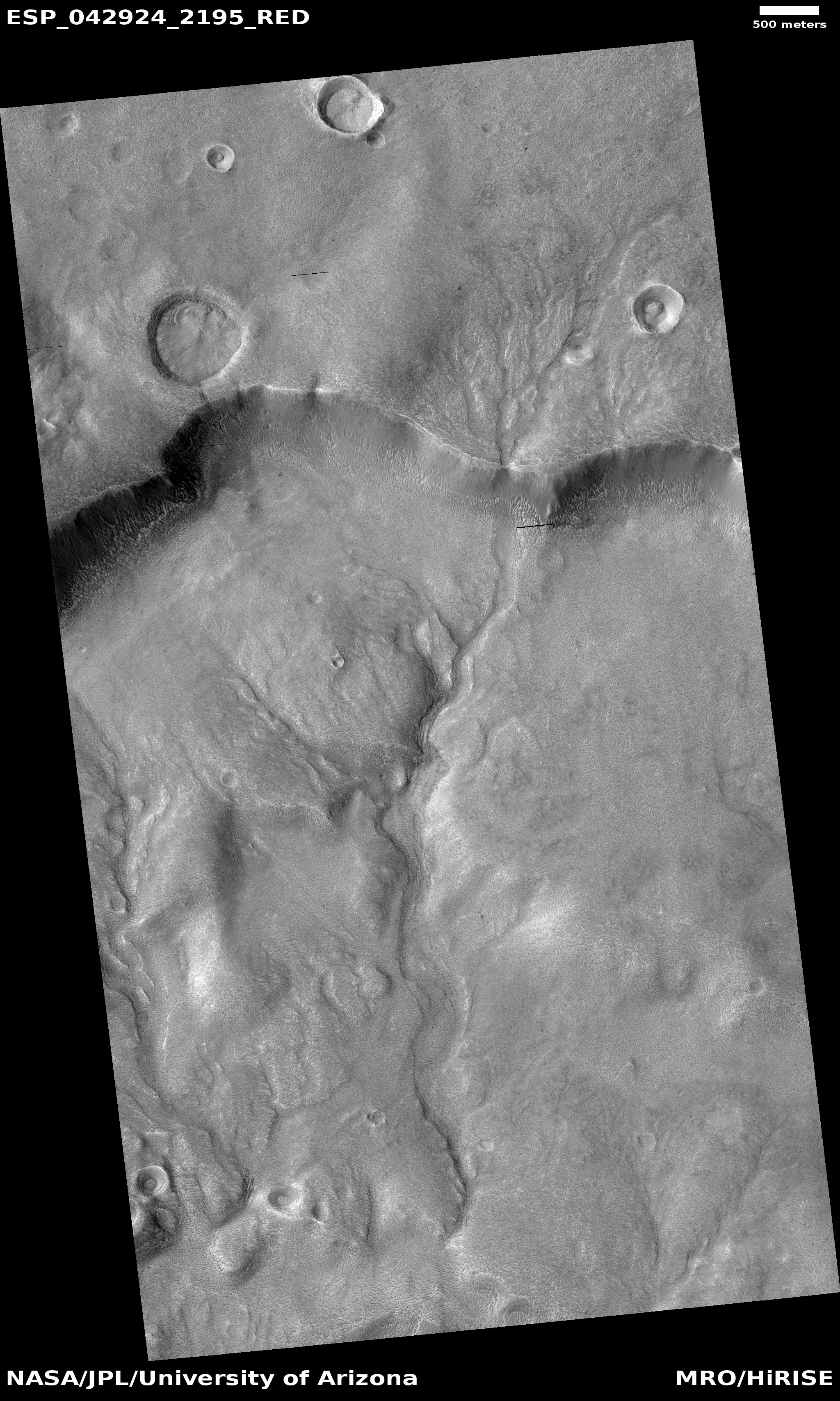
Csatornarendszer egy kráterben a HiRISE felvételén
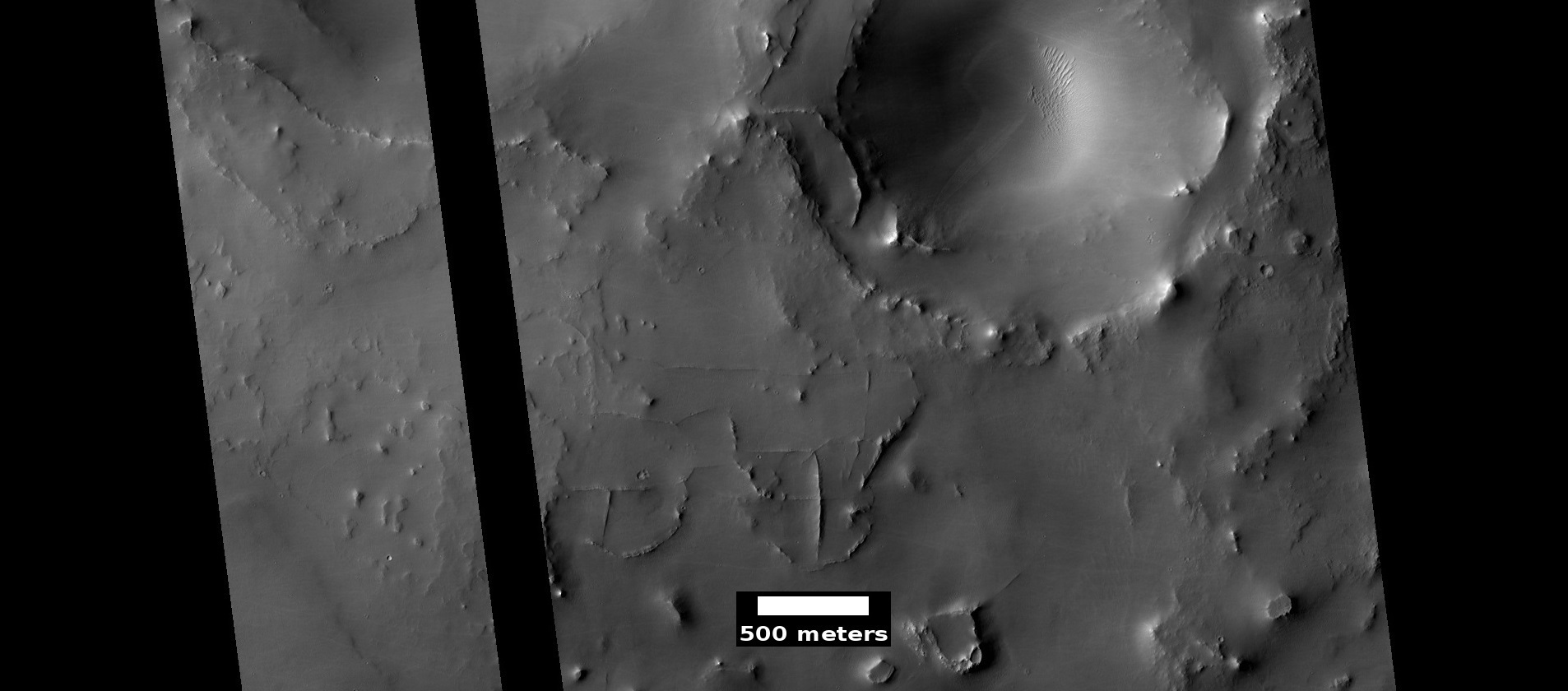
Lineáris gerinchálózat a HiRISE felvételén

## Metánkibocsátás
Az ásványokban gazdag területek, mint például a Syrtis Major, az Arabia Terra és a Nili Fossae metánt bocsátanak ki. Ez meleg víz és szén-dioxid jelenlétében történik.